# Die Weisheit der Wolken
Die Weisheit der Wolken ist ein deutsches Fernseh-Drama aus dem Jahr 2008.

## Handlung
Die Geophysikerin Marie Faber ist eine aufstrebende, leise und unterkühlte Wissenschaftlerin. Die 36-jährige Dekantochter steht kurz vor ihrer Habilitation. Sie selbst pflegt kaum Menschenkontakte, auch nicht zu ihrem Freund, dem Buchhändler Max. Doch plötzlich erscheint der 20-jährige Tom in ihrem Leben. Durch ungefragtes Rasenmähen, Herumschrauben an ihrem Auto und indem er Zeit an ihrer Universität verbringt, beginnt er ihre Aufmerksamkeit auf sich zu ziehen. Als er sie zu einem gemeinsamen Kaffee überredet hat, erzählt er ihr aus seinem Leben. Er ist von zuhause abgehauen und wohnt jetzt bei seiner Freundin Uli, von der er sich 5000 Euro geliehen hat, um seine erste Platte aufzunehmen.
Nach einer Weile kommen sie sich näher, und Marie erfährt immer mehr Details aus Toms Leben. Er träumt von einer Wolke, die er nie erreichen kann. Marie ahnt, dass die Begegnung mit ihm mehr als Zufall war: Tom ist ihr leiblicher Sohn, den sie vor 20 Jahren zur Adoption freigab. Im Streit mit seinem Adoptivvater Georg erfuhr Tom von Marie.
Sie willigt nun ein, dass Tom bei ihr einzieht. Doch plötzlich erscheinen Katrin und Georg, die ihren Sohn wieder haben wollen. Sie scheitern jedoch und geben resigniert auf.
Während Marie ihre Habilitationsvorlesung hält, sucht Tom noch einmal die Wohnung seiner Eltern auf. Georg bietet Tom an, ihm mit der Lieferung von Feuerwerkskörpern zu helfen, seine Schulden zu begleichen. Als Tom eine Zigarette wegwirft, passiert ein Unfall, bei dem es zu einer Explosion kommt, die Georg verletzt.
Während der Habilitationsfeier erfährt Marie davon und eilt sofort zur Klinik. Dabei sieht sie, wie rührend sich Tom um Georg und Katrin kümmert. Marie erkennt, dass sie nichts in der Familie zu suchen hat, bittet Katrin um Verzeihung und geht.
Erst nach einer langen Zeit erfährt Tom, dass Marie sich von ihrem Freund trennte und ihn nun wieder aufsucht.

## Hintergrund
Der Film wurde vom 26. Juni bis 25. Juli 2007 gedreht. Seine deutsche Erstausstrahlung war am 11. Juli 2008 auf ARTE. Dabei wurde er von 4,5 Mio. Zuschauern gesehen, was einem Marktanteil von 13,9 Prozent entsprach.

## Kritiken
„Lars Becker drehte das packende Werk mit namhaften Darstellern. In der Hauptrolle der Marie glänzt Ina Weisse“

„Nicht immer stimmige[r], aber klasse besetzte[r] und von leiser Melancholie getragene[r] Film über die Suche nach Identität. […] Das feine Ensemble bügelt Schwächen aus“

„Lars Becker ist nicht der Regisseur, bei dem so genannte Wahrheiten deutlich ausgesprochen, Gute und Böse säuberlich separiert werden. […] In dieser Hinsicht bleibt Becker sich auch in seinem neuen Fernsehfilm ‚Die Weisheit der Wolken‘ treu. […] So sind es dann doch die Randfiguren, die glaubwürdiger, definierter wirken und die stimmigsten Szenen tragen – zumal der Film in seiner zweiten Hälfte doch etwas an Fahrt aufnimmt. […] ‚Die Weisheit der Wolken‘ hat so viele glänzende Momente und so gute Darsteller, dass es geradezu verblüfft, dass sich das alles dann doch nicht zu einem rundum überzeugenden Ganzen fügen will. Es ist eher eine Skizzensammlung als eine schlüssige Geschichte. Und so endet dieser Film dann auch nicht, wie Filme normalerweise enden, sondern entschwebt förmlich. Dass die Wolken weise sind, ist wissenschaftlich nicht gesichert. Aber wolkig, ja, das sind sie gewiss.“

„Dass sich der Film auf Marie konzentriert, ist sein Nachteil. […] Stärker ist der Film, wenn er Tom und die Adoptiveltern im Bild hat. Zwar ist ihr niedriger sozialer Status unrealistisch im Hinblick auf die Frage, ob ihnen in Deutschland eine Adoption gestattet worden wäre. Ihre Furcht, gegen etwas kämpfen zu müssen, das stärker ist als die Jahre mit Tom, ist jedoch bewegend, auch als sich das Paar mit Marie trifft.“